# مانويل سوسا
مانويل سوسا مواليد 18 سبتمبر 1962 في لواندا، هو مدرب كرة سلة أنغولي ولاعب معتزل. مثّل منتخب بلاده. شارك في دورة الألعاب الأولمبية الصيفية سنة 1992. حقق المركز الأول في بطولة أمم أفريقيا لكرة السلة 1989. اعتزل اللعب في 2000.

## الميداليات
| الميدالية | المسابقة                          |
| --------- | --------------------------------- |
| ذهبية     | بطولة أمم أفريقيا لكرة السلة 1989 |
| ذهبية     | بطولة أمم أفريقيا لكرة السلة 1992 |
| فضية      | بطولة أمم أفريقيا لكرة السلة 1983 |
| فضية      | بطولة أمم أفريقيا لكرة السلة 1985 |
| برونزية   | بطولة أمم أفريقيا لكرة السلة 1987 |

## روابط خارجية
- مانويل سوسا على موقع الاتحاد الدولي لكرة السلة (الإنجليزية)
- مانويل سوسا على موقع الاتحاد الدولي لكرة السلة (الإنجليزية)
- مانويل سوسا على موقع ريلجم (الإنجليزية)
- مانويل سوسا على موقع بروبوليرز (الإنجليزية)
- مانويل سوسا على موقع سبورتس رفرنس (الإنجليزية)
- مانويل سوسا على موقع أوليمبيديا (الإنجليزية)